# John Fortescue (juge)
Pour les articles homonymes, voir John Fortescue.
John Fortescue (vers 1394-1479), est Chief Justice (juge en chef) de la cour supérieure de Justice d'Angleterre de 1442 à 1461. C'est aussi un jurisconsulte et un théoricien politique.

## Biographie
Il est le deuxième fils de John Fortescue († entre 1432 et 1436), d'Holbeton (Devonshire), et de sa première femme, Clarice, dont le patronyme est inconnu. Son père n'a jamais été soldat comme certains historiens l'ont prétendu, mais il est un administrateur local et un homme d'affaires. Son frère aîné est Henry Fortescue, Chief Justice de la cour supérieure de Justice d'Irlande entre 1426 et 1429.
John Fortescue est dans les registres de la Lincoln's Inn dès 1420. Il est très certainement le John Fortescue élu député dans la circonscription de Tavistock en mai 1421. Il obtient des responsabilités croissantes jusqu'à avoir pour clients la ville de Canterbury (1429) et le duché de Lancastre (1432), ce dernier étant une possession royale.
Il entre dans la magistrature et, en 1441, est choisi pour être le conseiller légal du roi Henri VI d'Angleterre (King's serjeant) et le représenter à la cour. Peu après, il devient le Chief Justice d'Angleterre. Il est anobli chevalier en octobre 1442.
À cause de ses fonctions, il est particulièrement utile comme soutien de la maison de Lancastre. Il use de tous les pouvoirs qu'il possède pour punir les rebelles et autres fauteurs de trouble alors que la menace contre le trône du roi Henri VI se fait plus nette.
Après la bataille de Northampton (juillet 1460) et la chute d'Henri VI, Fortescue ne se sent pas menacé et reste en place. C'est à la mort de Richard Plantagenêt, duc d'York, qu'il décide de mettre ses affaires en ordre et de rejoindre la reine Marguerite d'Anjou dans le Nord du royaume. Après la victoire décisive du camp yorkiste à la bataille de Towton (mars 1461), il se réfugie en Écosse et rejoint la cour exilée d'Henri VI.
C'est durant cet exil que le roi en fait son chancelier. En 1462, il se rend en France pour y chercher un soutien militaire auprès de Louis XI. En juillet 1463, il quitte l'Écosse, accompagnant la reine et Édouard de Westminster, le prince de Galles dans leur exil. Ils s'installent finalement dans le duché de Bar.
Fortescue, la reine et son fils retournent en Angleterre après que Richard Neville, comte de Warwick, a changé de camp et a permis à Henri VI de retrouver son trône. Ils débarquent à Weymouth le jour même de la défaite de Warwick à la bataille de Barnet (14 avril 1471). Trois semaines plus tard, le prince de Galles est tué à la bataille de Tewkesbury et Fortescue capturé en compagnie de la reine.
Au lieu de le faire décapiter, le nouveau maître du royaume, Édouard IV lui impose d'écrire une réfutation à ses précédentes attaques contre la revendication yorkiste au trône. Le roi finit par le gracier et lui confie la charge de conseiller royal. Une fois sa réfutation écrite et publiée, Fortescue voit sa condamnation d'attainder annulée et ses propriétés et son titre de chevalier lui sont restitués.
Il meurt peu avant le 18 décembre 1479. On a de lui un traité De laudibus legum Angliæ, imprimé seulement sous Henri VIII d'Angleterre.